# Kamillánus templom (Győr)
A kamillánus templom copf stílusú műemlék temploma Győrnek. A templom Nádorvárosban, a városrész történelmi főutcáján, a Kálvária utcában található.

## A templom története
A betegápolással is foglalkozó kamilliánusokat Zichy Ferenc győri püspök hívta a városba 1761-ben érkezett három atya Győrbe, akik az újvárosi ispotályban kaptak szobát. A szállás fejében ápolták az ispotály betegeit. Özvegy Dilts Józsefné, született Stadler Johanna Franciska gazdag győri polgár végrendeletében 1000 forintot hagyományozott a városra Nádorvárosban templom építése céljából. A templom a hagyatékból és egyéb adományokból 1770–74 közt épült a hozzá kapcsolódó kolostorral együtt, amit kórházként is használtak. Az építő Filip Rostner von Wallbach, tiroli mester volt.

## A templom leírása
A copf templom Kálvária utcára néző homlokzata klasszicista stílusú, négy falpillérrel és timpanonnal. A mellékoltárok aranyozott faszobrokkal szintén tiroli fafaragók munkái. Az oszlopos elrendeződésű főoltár Szent Kamillt ábrázoló képét a firenzei Antonius Capacci Florentinus készítette. A templom copf szószéke is figyelemre méltó. A templom országosan is egyedülálló jellemzője, az 1839-ben épült torony elhelyezkedése. A torony a megszokottól eltérően nem a bejárat felett, hanem a templom hátsó részén található. Az eredeti torony a Kálvária utca felőli oldalon, a főbejárat felett volt. Ezt a tornyot számos esetben érte villámcsapás, végül leégett. Ezután került a torony mai helyére.